# Signe Sjølund
Signe Sjølund Pedersen (født 12. juni 1992) er en tidligere dansk håndboldspiller. Hun stoppede sin karriere på topplan i København Håndbold grundet skader. Hun blev i 2011 kåret som "Årets Talent".
Hun har gennem sin karriere været hårdt ramt af skader.Grundet skader var hun væk fra håndboldbanen i 19 måneder, og hun fik at vide, at hun skulle begynde at overveje sin fremtid, fordi håndbold måske ikke længere ville være en mulighed. Men hun fik kæmpet sig tilbage, og i august 2013 gjorde hun et højst overraskende comeback til tophåndbold for København Håndbold. 
Hun læser dansk med journalistik som bifag.